# Chaser (Computerspiel)
Chaser ist ein Ego-Shooter für Windows. Er wurde von der slowakischen Firma Cauldron entwickelt und im deutschsprachigen Raum vom österreichischen Publisher JoWooD im Jahre 2003 veröffentlicht.

## Handlung
Der Spieler erwacht ohne jede Erinnerung in der Medizinabteilung einer Raumstation. Kaum zur Besinnung gekommen, wird er schon, von einem plötzlich auftauchendem Einsatzkommando, quer durch die Station gejagt, doch letzten Endes gelingt ihm die Flucht in einer Rettungskapsel Richtung Erde der Zukunft. Nach und nach lernt Chaser, der Protagonist der Geschichte, durch Gespräche mit anderen Personen sowie durch langsam wiederkehrende Erinnerungsfetzen, seine eigentliche Identität kennen. Die mit vielen Wendungen versehene, rätselhafte Suche nach Antworten, führt den Spieler durch eine düstere, futuristische Großstadt, in der sich Mafia und private Sicherheitskräfte bekriegen, durch verschiedene Schauplätze in einem neo-sowjetischen Sibirien sowie, im letzten Drittel des Spieles, auf den kolonisierten Planeten Mars, auf dem der Großkonzern Marscorp ein diktatorisches Regime führt.

## Charaktere
- John Chaser, der Titelheld, leidet unter einer künstlich hervorgerufenen Amnesie. Geplagt von regelmäßigen visionshaften Erinnerungs-Bruchstücken, versucht er seiner Identität und Bestimmung auf die Spur zu kommen.
- Mike Gomez: Chasers Kontaktperson in Montack City. Er hilft ihm zunächst, aus der von Mafia und Privatpolizei kontrollierten Stadt zu entkommen.
- Shimako ist eine berühmte Computerexpertin und Hackerin in der Unterwelt von Montack City, die Chaser im Stadtviertel Little Tokyo aufsuchen muss, um sich einen implantierten Sender entfernen zu lassen. Sie stirbt kurze Zeit später im Kugelhagel von Soldaten, die die Anlage stürmen.
- Kabir Ahmed ist der Chef eines von Nordamerika bis Russland reichenden Schmugglernetzwerks. Da Kabir von einem sibirischen Weltraumbahnhof aus einen Flug zum Mars organisieren kann, übernimmt Chaser im Gegenzug für ihn einige gefährliche Aufträge, die ihn beinahe das Leben kosten.
- Yevgeniy Fjodorovic Sokolov: ein russischer Veteran, der den schwer verwundeten Chaser in seiner abgelegenen Hütte gesundpflegt. Als Gegenleistung befreit dieser seinen Sohn Pjotr aus einem Gulag.
- Samuel Longwood ist Präsident des MARSCORP (Martian Security and Economics Committee). Er konnte seine Machtposition so weit ausbauen, dass er praktisch wie ein Diktator auf dem Mars herrscht. Er behauptet später, dass Chaser in seinem Auftrag arbeitete.
- Valero: Er ist der Chef der Mafia in Montack City. Er stirbt jedoch, als er Chasers Spider sprengen will, da Chaser diese nach ihrer Entfernung in das Auto von Valero geworfen hatte, so dass dieser sich letztendlich selber in die Luft sprengte.

## Technik
Chaser ist komplett in 3D gehalten. Auffällig sind die viel eingesetzten, farbigen Lichteffekte, sowie der häufige Einsatz von Scriptereignissen. Die Engine selbst war schon bei Veröffentlichung des Spiels optisch leicht veraltet. Animationen, besonders Sterbeanimationen, wirken oftmals abgehackt. Die musikalische Begleitung ist recht stimmungsvoll.

## Zensur
In der deutschen Version des Spiels, wurden animierte Bluteffekte sowie einige Leveltexturen (Blutflecken) entfernt. Erledigte Gegner verschwinden sofort aus dem Bild, nachdem sie umgefallen sind. Nicht so in der internationalen Version.

## Kritiken
Die Bewertung des Spiels durch die Fachpresse war durchwachsen. Trotzdem gilt Chaser unter Fans von Ego-Shootern als Geheimtipp, was nicht zuletzt an der intensiv-düsteren Atmosphäre sowie an dem, im Vergleich zu vielen anderen Spielen dieses Genres, großen Umfang Chasers liegt. Auch der Multiplayer-Teil des Spiels hatte lange Zeit eine treue Fangemeinde.